# Adam-Troy Castro
Adam-Troy Castro (1960. május 20. –) amerikai horror-, sci-fi- és fantasyíró.

## Élete
Castro 1987-ben kezdte írói karrierjét a SPY magazinba írt műveivel. 1989-ben horrortörténete jelent meg a Pulphouse magazinban, ezt később több antológiába is beválogatták. 1993-ban önálló novelláskötetet adott ki. Ezután ifjúsági Pókember-regények következtek, valamint
háttérkönyvek tévésorozatokhoz és filmekhez. Híres az Andrea Cort-sorozata, amelynek első része elnyerte a Philip K. Dick-díjat.

## Művei
- Emissaries from the Dead (Andrea Cort 1.) 2008
- The Third Claw of God (Andrea Cort 2.) 2009
- War of the Marionettes (Andrea Cort 3.) 2012
- Gustav Gloom and the People Taker (2012)
- Gustav Gloom and the Nightmare Vault (2013)
- Gustav Gloom and the Four Terrors (2013)
- Gustav Gloom and the Cryptic Carousel (2014)
- Gustav Gloom and the Inn of Shadows (2015)
- Gustav Gloom And The Castle of Fear (2016)

### Magyarul
- Barangolás Harry Potter világában. Minden, amit tudni akart a Harry Potter-sorozatról (Gold Book, Debrecen, 2008; fordította: Békési József) ISBN 9789634260875
- A holtak küldöttei – Andrea Cort 1.[3] (GABO, Budapest, 2016; fordította: Járdán Csaba) ISBN 9789634062042
- Alvó Kutyák című, 2015-ös kisregénye a Galaktika 313–314. számában (2016 április–május) jelent meg
- A történet felesleges részletei  (novella, Galaktika 365. szám, 2020. augusztus)

## Díjai
- Szeiun-díj (2007)
- Philip K. Dick-díj (2009) Emissaries from the Dead (A holtak küldöttei)